# Basic Instinct
Basic Instinct ist ein Erotikthriller des niederländischen Regisseurs Paul Verhoeven aus dem Jahr 1992. Die US-amerikanisch-französische Koproduktion sorgte mit ihren erotischen Szenen für Aufsehen und machte die Hauptdarstellerin Sharon Stone weltweit bekannt.

## Handlung
In San Francisco untersucht Detective Nick Curran den Mord an dem einstmals erfolgreichen Rockstar Johnny Boz, der beim Sex mit einer mysteriösen blonden Frau mit einem Eispickel erstochen wurde. Im Fokus der polizeilichen Ermittlungen steht die Kriminalromanautorin Catherine Tramell, die einen Roman geschrieben hat, der das Verbrechen widerspiegelt. Es wird vermutet, dass entweder Catherine die Mörderin ist oder jemand versucht, ihr diesen Mord anzuhängen. Catherine scheint jedoch nicht kooperativ. Zudem hat sie ein Alibi, auch der Lügendetektortest bringt unauffällige Ergebnisse. Bei weiteren Ermittlungen stellt sich heraus, dass das Umfeld von Catherine aus verurteilten Mördern besteht, darunter ihre Freundin Roxy, die impulsiv ihre beiden jüngeren Brüder tötete, als sie sechzehn Jahre alt war, und Hazel Dobkins, die ohne ersichtlichen Grund ihren Mann und ihre Kinder tötete.
Nick ist fasziniert von der geheimnisvollen und eiskalten blonden Schönheit, die Männern wie Frauen nicht abgeneigt ist und anscheinend jedes Detail aus seiner Vergangenheit kennt. Mit ihrer Art zieht sie die Ermittler in ihren Bann, und Nick lässt sich auf eine Affäre mit ihr ein. Catherine kündigt an, dass in ihrem nächsten Buch ein Polizist, der sich in die falsche Frau verliebt, am Ende sterben werde. Nick wird wegen eines tätlichen Angriffs auf einen Beamten der Dienstaufsichtsbehörde vom Dienst suspendiert. Dieser hat vor einiger Zeit gegen ihn ermittelt, weil er aufgrund inzwischen überwundener Drogenprobleme bei einem Undercover-Einsatz irrtümlich zwei Touristen erschoss.
Nick erfährt, dass Lieutenant Marty Nielsen die Informationen aus seiner psychiatrischen Akte an Catherine weitergegeben hat. Er greift Nielsen in dessen Büro an und wird, als Nielsen getötet wird, zum Hauptverdächtigen.
Catherine fesselt Nick mit einem weißen Seidentuch an das Kopfteil des Bettes, genau wie Boz von der mysteriösen Blondine gefesselt wurde, tötet ihn aber nicht. Die auf Nick eifersüchtige Roxy versucht, ihn mit Catherines Auto zu überfahren, stürzt bei der Verfolgung jedoch von einer Brücke und stirbt. Catherine trauert wegen Roxys Tod und erzählt Nick von einer früheren lesbischen Beziehung am College. Sie behauptet, dass das Mädchen von ihr besessen gewesen sei. Nick identifiziert dieses Mädchen als Beth. Beth gibt die Beziehung in einem Gespräch mit Nick zu, behauptet jedoch, es sei umgekehrt Catherine gewesen, die von ihr besessen gewesen sei. Dabei stellt sich heraus, dass auch ein College-Professor von Beth und Catherine bei einem ungeklärten Mord mit einem Eispickel getötet worden war und dass diese Ereignisse einen von Catherines frühen Romanen inspirierten.
Nick liest zufällig die letzten Seiten von Catherines Buch, in denen der fiktive Polizist die Leiche seines Partners in einem Aufzug findet. Catherine will die Affäre mit Nick beenden, was dazu führt, dass Nick verärgert und misstrauisch wird. Am Abend trifft er seinen Partner Gus Moran. Dieser hat sich mit einer ehemaligen Mitbewohnerin von Catherine in einem Bürogebäude verabredet in der Hoffnung, herauszufinden, was wirklich zwischen Catherine und Beth passiert ist. Während der suspendierte Nick im Auto wartet, wird Gus im Aufzug mit einem Eispickel erstochen. Nick erinnert sich an die letzten Seiten von Catherines Buch und rennt in das Gebäude, nur um Gus’ Leiche auf ähnliche Weise wie in der beschriebenen Szene zu finden. Beth taucht unerwartet auf und erklärt, dass sie eine Nachricht erhalten hat, sich mit Gus zu treffen. Nick vermutet, dass Beth Gus ermordet hat, und erschießt sie, weil er glaubt, dass sie nach einer Waffe greife. Tatsächlich wollte sie nur nach ihrem Schlüsselbund greifen.
In Beths Wohnung wird allerdings belastendes Material gegen sie gefunden und der Fall scheint abgeschlossen. In der letzten Szene liegen Nick und Catherine im Bett und sie greift unter das Bett, zieht die Hand aber zurück, als er sie dabei beobachtet. Während sie ihn nun küsst, ist unter dem Bett ein Eispickel zu sehen.

## Synchronisation
Die deutsche Synchronfassung entstand bei der Hermes Synchron in Berlin. Andreas Pollak schrieb das Dialogbuch und führte Regie.
| Rolle                      | Darsteller           | Synchronsprecher         |
| -------------------------- | -------------------- | ------------------------ |
| Det. Nick Curran           | Michael Douglas      | Volker Brandt            |
| Catherine Tramell          | Sharon Stone         | Simone Brahmann          |
| Gus Moran                  | George Dzundza       | Engelbert von Nordhausen |
| Dr. Beth Garner            | Jeanne Tripplehorn   | Anke Reitzenstein        |
| Lieutenant Walker          | Denis Arndt          | Joachim Kerzel           |
| Roxanne „Roxy“ Hardy       | Leilani Sarelle      | Martina Treger           |
| Andrews                    | Bruce A. Young       | Kurt Goldstein           |
| Captain Talcott            | Chelcie Ross         | Gerd Holtenau            |
| Hazel Dobkins              | Dorothy Malone       | Tilly Lauenstein         |
| John Correli               | Wayne Knight         | Tom Deininger            |
| Lt. Marty Nilsen           | Daniel von Bargen    | K.Dieter Klebsch         |
| Dr. Lamott                 | Stephen Tobolowsky   | Till Hagen               |
| Harrigan                   | Benjamin Mouton      | Martin Keßler            |
| Sheriff                    | Jack McGee           | Jürgen Kluckert          |
| Internal-Affairs-Ermittler | Mitch Pileggi        | Manfred Petersen         |
| Dr. Myron                  | William Duff-Griffin | Frank Ciazynski          |
| Dr. McElwaine              | James Rebhorn        | Hans Nitschke            |

## Drehorte
Die Dreharbeiten fanden in San Francisco und Umgebung statt, darunter auch auf dem Highway 1. Die Luxusvilla der Hauptdarstellerin befand sich etwa 200 Kilometer südlich von San Francisco in der Kleinstadt Carmel-by-the-Sea, 157 Spindrift Road. Sie wurde 1983 erbaut und 2018 für fast 17 Millionen US-Dollar verkauft. Als sie 2022 erneut verkauft wurde, lag der Preis bei fast 30 Millionen Dollar.

## Hintergrund

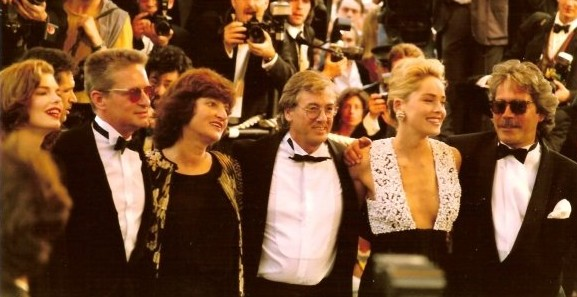
Das Team von Basic Instinct bei der Premiere in Cannes

Sharon Stone, die bereits in Verhoevens Science-Fiction-Thriller Die totale Erinnerung – Total Recall mitgewirkt hatte, bekam die Rolle der Catherine Tramell erst angeboten, nachdem Michelle Pfeiffer, Kim Basinger, Geena Davis, Ellen Barkin und Mariel Hemingway abgelehnt hatten. Laut Sharon Stone hatten vor ihr zwölf andere Schauspielerinnen die Rolle aufgrund der zahlreichen Nacktszenen abgelehnt.
Schon bei Beginn der Dreharbeiten im April 1991 sorgte Paul Verhoevens Erotik-Thriller für Aufsehen. Der niederländische Regisseur hatte sich zuvor mit zahlreichen Schwulen- und Lesbenvereinigungen in San Francisco zusammengesetzt, um das skandalträchtige und drei Millionen US-Dollar teure Drehbuch von Joe Eszterhas (Music Box – Die ganze Wahrheit) zu entschärfen. Als diese jedoch forderten, Plot und Charaktere drastisch zu verändern, gab Verhoeven die Zusammenarbeit mit ihnen auf. Am ersten Drehtag kamen über 150 Demonstranten und machten mit ihren lautstarken Parolen das Filmen fast unmöglich. Die Produzenten klagten und erwirkten, dass sich die Demonstranten 300 Fuß (etwa 90 Meter) vom Set entfernt halten mussten. Zwei Dutzend Demonstranten durchbrachen die Absperrungen; sie wurden von der Polizei in Gewahrsam genommen.
Eszterhas erklärte sich bei einem Treffen mit Vertretern der Demonstranten im Hyatt Hotel in San Francisco zu Änderungen an seinem Drehbuch bereit; Verhoeven und die Produzenten lehnten dies kategorisch ab. Peter Hoffman, der Präsident der Produktionsfirma Carolco Pictures, nannte Eszterhas einen „wehleidigen Heuchler“. Eszterhas äußerte, die von ihm vorgeschlagenen Änderungen hätten aus Basic Instinct nicht nur dramaturgisch, sondern auch „in Hinblick auf seine gesellschaftliche Perspektive einen besseren Film gemacht“.
Als der Skandalfilm im März 1992 in den US-Kinos anlief, kam es erneut zu massiven Protestaktionen, die von homosexuellen Gruppierungen sowie von NOW (National Organization for Women), der größten feministischen Organisation in den USA, unterstützt wurden. Demonstranten versuchten die Kinoeingänge zu blockieren, und in ganzseitigen Anzeigen wurde zum Boykott des Films aufgerufen.
Basic Instinct lief Anfang Mai 1992 im Wettbewerb der Internationalen Filmfestspiele von Cannes. Kinostart in den Vereinigten Staaten war bereits am 20. März 1992. Der Film kam in Deutschland (am 21. Mai 1992) und anderen europäischen Ländern ungeschnitten in die Kinos; die US-amerikanische Kinoversion wurde um etwa eine Minute gekürzt. Auf späteren DVD-Veröffentlichungen waren die geschnittenen Szenen wieder enthalten. Der Film durchbrach in den Vereinigten Staaten die 100-Millionen-Dollar-Marke und spielte weltweit mehr als 350 Millionen US-Dollar ein.
Der Film sorgte mit seinen freizügigen Sexszenen für Furore, und Sharon Stone gelangte als Femme fatale über Nacht zu Weltruhm. Außerdem stieg die Darstellerin durch ihre Rolle in dem Film zum zeitgenössischen Sexsymbol auf. Anlässlich des Deutschlandstarts titelte die Bild-Zeitung: „Der schweinischste Film aller Zeiten.“ Großen Bekanntheitsgrad erlangte die Szene, in der Stone während eines Verhörs die Beine übereinander schlägt, ohne unter ihrem Kleid Unterwäsche zu tragen. Diese Szene war laut Verhoeven mit Stone so abgesprochen; Verhoeven behauptete in einem Interview, Stone habe ihm unmittelbar vor dem Dreh ihren Slip geschenkt. Stone dementierte; sie sei vom Regisseur vielmehr im Hinblick auf das, was auf der Leinwand tatsächlich zu sehen sein würde, hereingelegt worden. Verhoeven und Drehbuchautor Eszterhas bezichtigten Stone der Unehrlichkeit in Bezug auf die Szene. 2019 erklärte Stone: „Mein Regisseur meinte zu mir: ‚Kannst du mir deine Unterhose geben? Die sehen wir in der Szene und du solltest keine Unterhose anhaben. Aber man wird das später nicht sehen.‘ Und ich habe gesagt: ‚Klar.‘“
Michael Douglas bekam es in seinen Rollen als Schauspieler bereits vor Basic Instinct mit einer filmischen Femme fatale zu tun. Als Polizei-Detective Steve Heller in der 52. Folge (3. Staffel 2. Episode) Tödliche Nachbartschaft vom 19. September 1974 der Serie Die Straßen von San Francisco zieht eine Berufskillerin in die Nachbarwohnung ein, um durch eine Affäre mit ihm Informationen für ihren Mordauftrag abzuschöpfen. 1987 in Eine verhängnisvolle Affäre lässt er sich als Anwalt Dan Gallagher auf einen Seitensprung mit einer Frau ein, die sich zum Stalker entwickelt und zum Filmende durch seine Filmehefrau erschossen wird.

## Rezeption

### Kritiken
„Effektvoll inszenierter Thriller, der sexuelles Verlangen und Gewalt verquickt und ein eher reaktionäres Weltbild propagiert. Das Spiel mit den seelischen Abgründen bleibt nur oberflächlich.“

„Basic Instinct reiht sich in die Orgien von Brutalität und Menschenverachtung ein, die der Zuschauer von einem auf Hochglanz polierten amerikanischen Actionkino leider nur zu sehr und in steigendem Maße gewohnt ist. So gesehen bietet der Film absolut nichts Neues und Unerwartetes. Michael Douglas agiert wie vor 20 Jahren in der Fernsehserie Straßen von San Francisco. Einzig im Gedächtnis bleibt die wunderbar beherrschte und perfekt durchstilisierte Charakterstudie von Sharon Stone, die zu den Anthologiestücken der Frauendarstellungen in der amerikanischen Filmgeschichte besserer Zeiten hinzugezählt werden mag. Ihr hätte man ein angemesseneres Umfeld gewünscht.“

„Es geht in diesem in Hitchcockscher Manier nach dem Suspensemuster gestrickten Film weniger um plausibles Erzählen als vielmehr um die genau kalkulierte Fesselung des Publikums um raffiniert gestaltete Sex- und Gewaltszenen und ein vom ‚Total Recall‘-Regisseur Paul Verhoeven routiniert eingebrachtes Handlungstempo.“

„Kein Film sorgte 1992 weltweit für ähnlichen Wirbel wie Paul Verhoevens […] perfekter Erotikthriller um Obsessionen und menschliche Abgründe. Sharon Stone […] katapultierte sich mit ihrer mutigen und freizügigen Rolle als eiskalter Todesengel zu Starruhm. An ihrer Seite verblaßt selbst Superstar Michael Douglas […]. Bereits jetzt gelten die expliziten, explosiven Sexszenen als Klassiker, doch auch das kühn konstruierte Whodunnit und die schockierenden Gewaltmomente halten jeden (sic!) Vergleich stand.“

„Es ist die ewige Geschichte, die sich das puritanische Amerika in zahllosen Thrillern und B-pictures wieder und wieder mit wohligem Schauder erzählen läßt: Sex ist böse, Sex ist lebensgefährlich, Sex ist die Waffe der Frauen, mit der sie Männer um ihre wahren, lebenswichtigen, aufbauenden, das Verbrechen aufklärenden, den Kumpan respektierenden Instinkte bringen – zugunsten des »basic instinct«.“

„Regisseur Paul Verhoeven spielt mit viel Geld und der zähen Musik von Jerry Goldsmith blinder Passagier auf Hitchcocks Spielzeugeisenbahn. Kim Novak heißt hier Sharon Stone und vermittelt Michael Douglas großzügig, daß Frauen über sekundäre Geschlechtsmerkmale verfügen.“

### Einspielergebnis
Der Erotikthriller konnte bei Produktionskosten von ca. 50 Millionen US-Dollar weltweit mehr als 350 Millionen US-Dollar einspielen. In den Vereinigten Staaten verzeichnete der Film davon Einnahmen von 117 Millionen US-Dollar, womit er auf Rang 6 der Filmrangliste von 1992 landete. In Deutschland wurde der Film mit 4,4 Millionen Besuchern auf Rang 4 der erfolgreichsten Filme des Jahres 1992 geführt.

## Nachwirkung

### Nachfolgefilme
Der weltweite Erfolg von Basic Instinct zog eine große Anzahl weiterer Erotikthriller nach sich, darunter Phillip Noycé Sliver (1993), ebenfalls mit Sharon Stone in der Hauptrolle, Body of Evidence (1993), mit Madonna, oder Fair Game (1995) mit Cindy Crawford. Diese Filme konnten jedoch nicht an den Erfolg von Basic Instinct anknüpfen.
2005 entstand eine Fortsetzung unter dem Titel Basic Instinct – Neues Spiel für Catherine Tramell, in der Sharon Stone erneut in die Rolle der Catherine Tramell schlüpfte. Der Thriller, bei dem Michael Caton-Jones Regie führte und in weiteren Rollen David Morrissey, Charlotte Rampling und David Thewlis zu sehen waren, lief ab Ende März 2006 in den deutschen Kinos.
In einer Nebenrolle ist die Oscar-Preisträgerin Dorothy Malone zu sehen. Es war ihre letzte Rolle vor ihrem Rückzug aus dem Filmgeschäft.

### Hörfilm
Im Jahr 2009 erstellte der Bayerische Rundfunk im Auftrag des Schweizer Fernsehens eine Audiodeskription für Fernsehausstrahlungen. Die Bildbeschreibungen werden von Thomas Meinhardt gesprochen.

### Romanadaption
- Richard Osborne: Basic Instinct: Der Roman zum Film. Aus dem Englischen von Reinhard Wagner. Lübbe, Bergisch Gladbach 1992, ISBN 3-404-13444-3.
- Richard Osborne, Joe Eszterhas: Basic Instinct. A Novel. Penguin, New York 1992, ISBN 0-451-17243-4 (englische Ausgabe).

## Auszeichnungen

### Oscarverleihung 1993
nominiert in den Kategorien:
- Bester Schnitt
- Beste Filmmusik

### Golden Globe Awards 1993
nominiert in den Kategorien:
- Beste Hauptdarstellerin – Drama: Sharon Stone
- Beste Filmmusik

### MTV Movie Awards 1993
- Beste Schauspielerin: Sharon Stone
- Begehrteste Schauspielerin: Sharon Stone

nominiert auch in den Kategorien:
- Bester Film
- Bester Schauspieler: Michael Douglas
- Bestes Filmpaar: Michael Douglas und Sharon Stone

### Saturn-Award-Verleihung 1993
nominiert in den Kategorien:
- Bester Horrorfilm
- Beste Regie
- Beste Hauptdarstellerin: Sharon Stone
- Bestes Drehbuch
- Beste Musik

### Goldene Himbeere 1993
nominiert in den Kategorien:
- Schlechtester Schauspieler: Michael Douglas
- Schlechteste Nebendarstellerin: Jeanne Tripplehorn
- Schlechtester Newcomer: Sharon Stone (obwohl sie davor schon in zwei Dutzend Filmen mitgewirkt hatte)[28]